# Rosa willmottiae
Rosa willmottiae là loài thực vật có hoa trong họ Hoa hồng. Loài này được Hemsl. miêu tả khoa học đầu tiên năm 1907.

## Hình ảnh

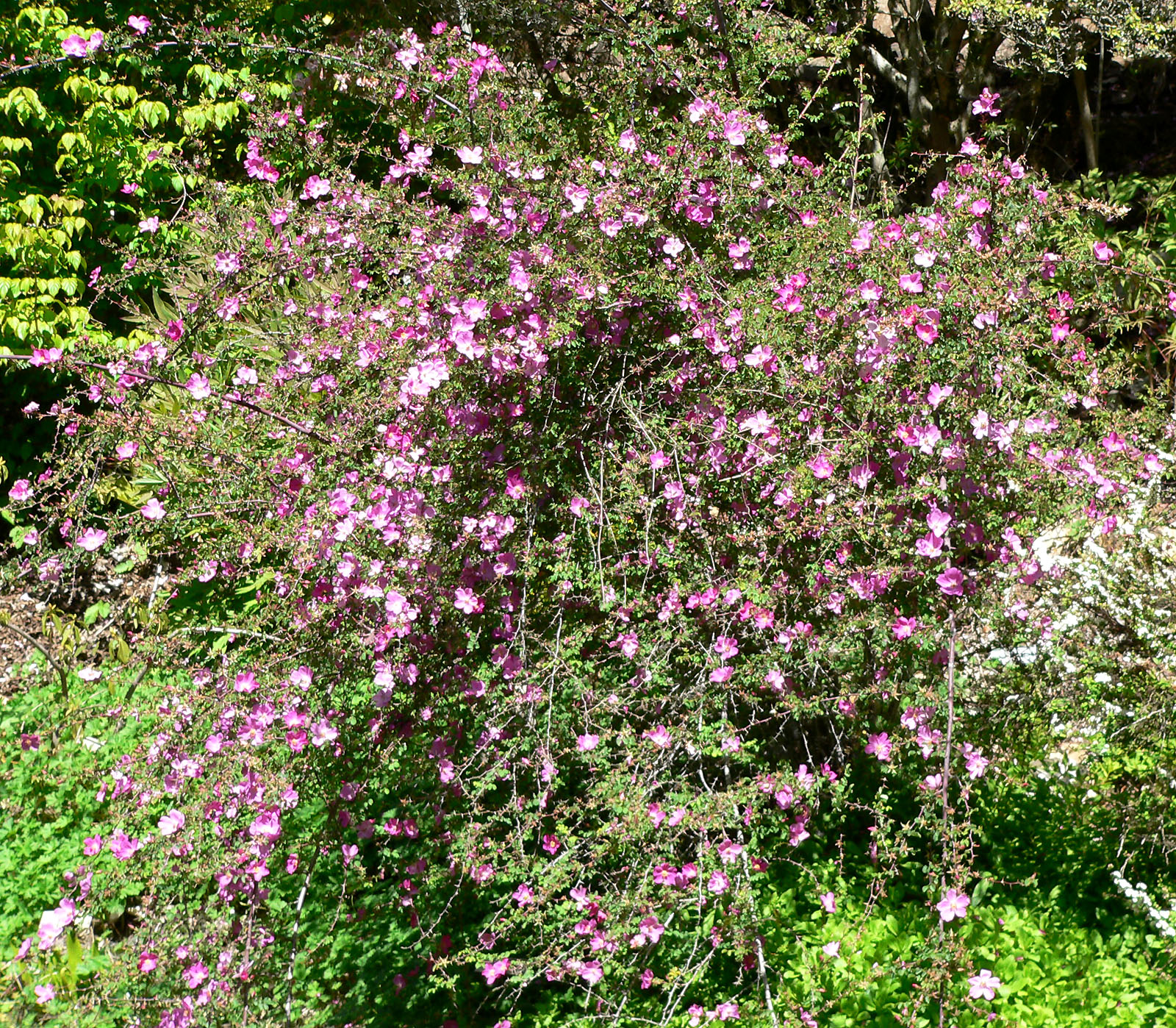
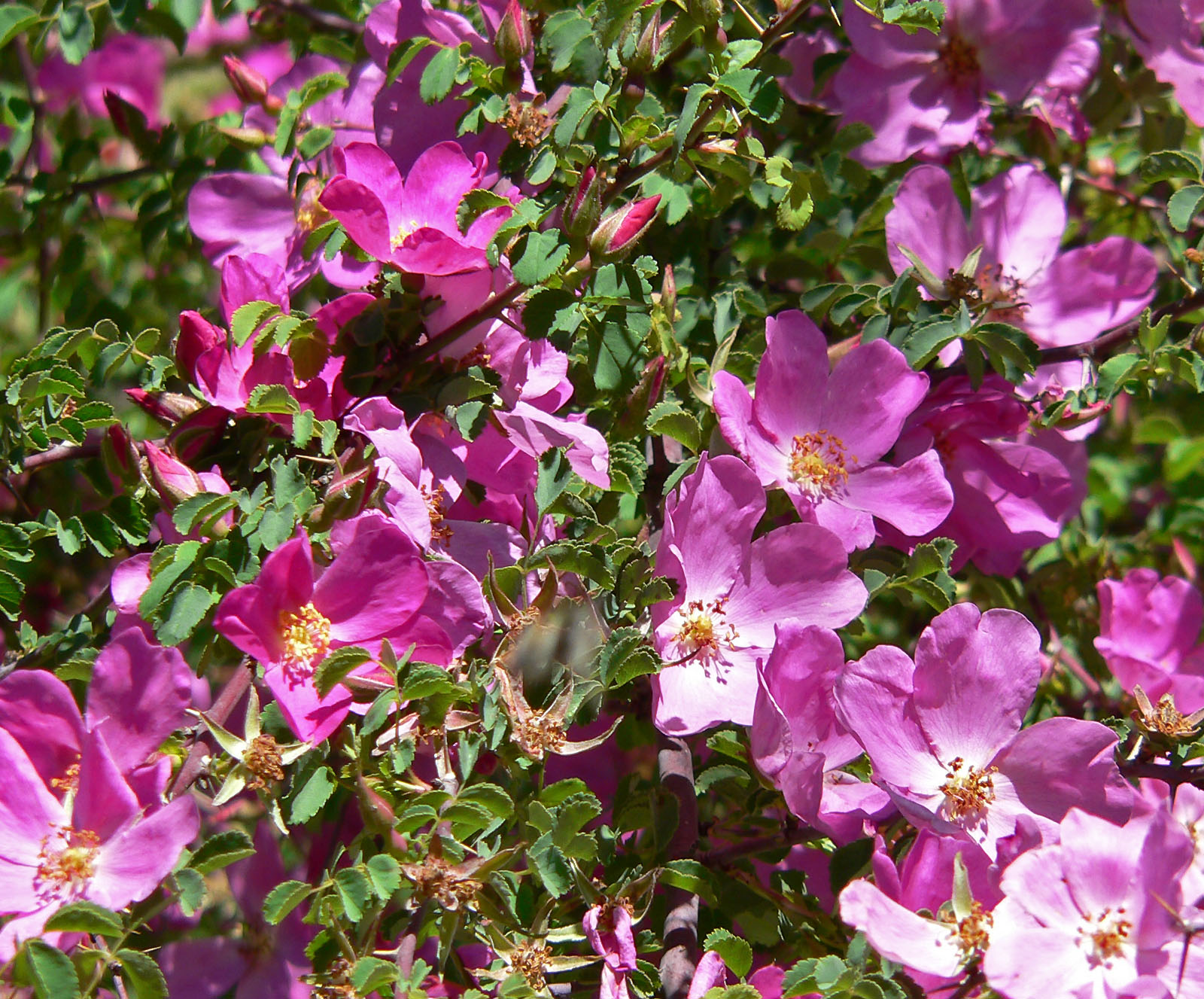
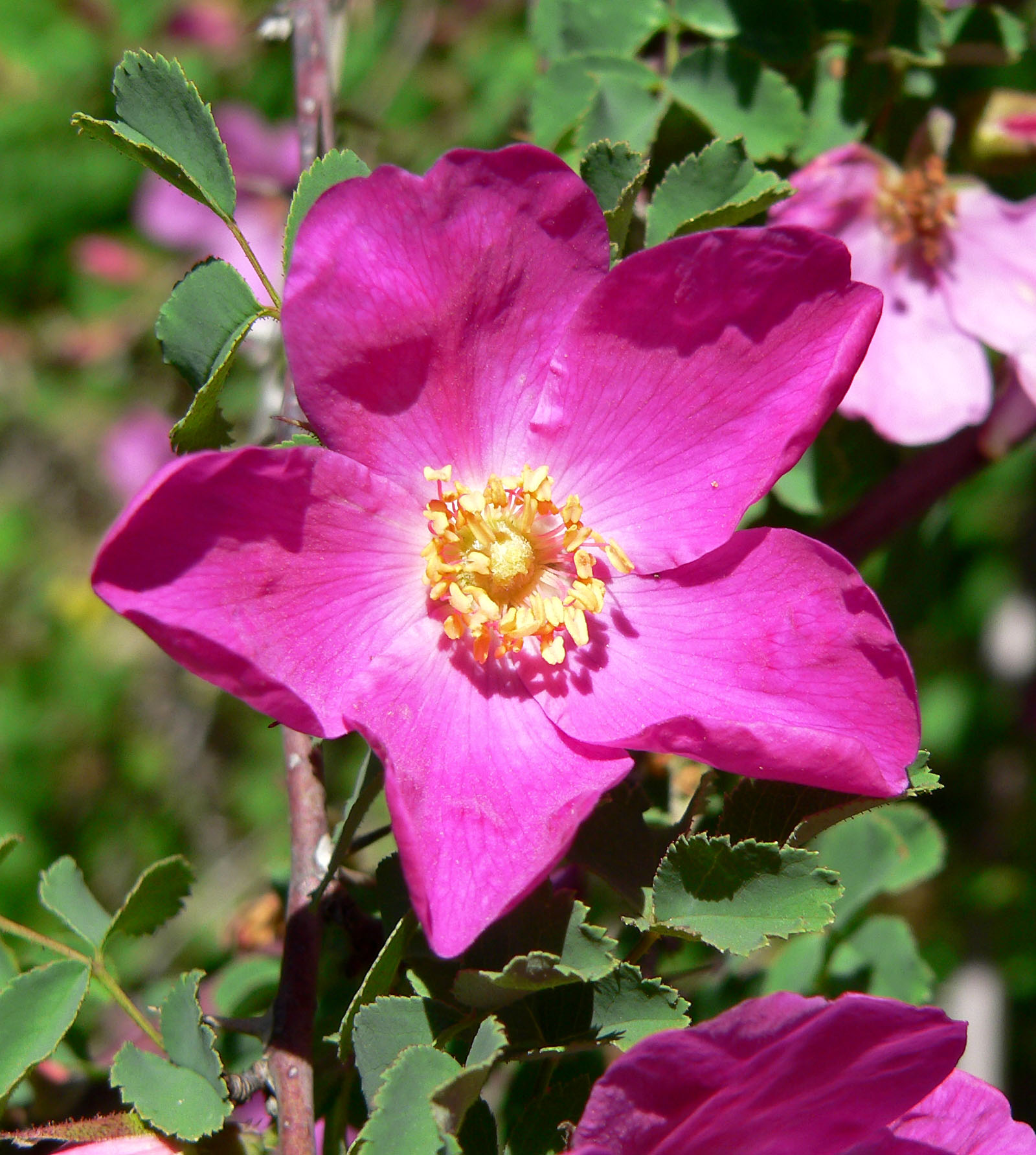
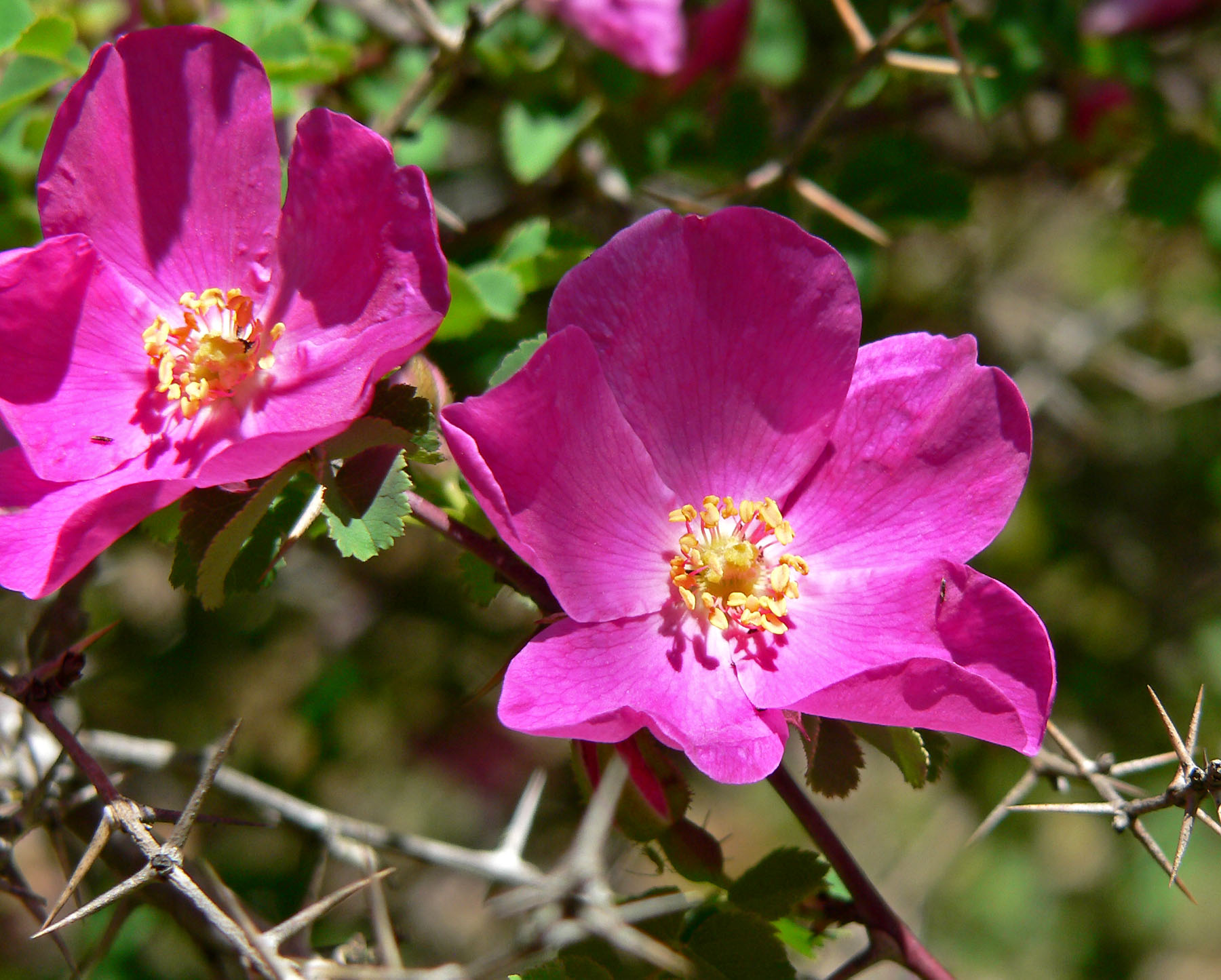